# Serigy

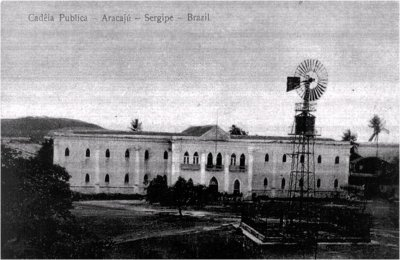
O Palácio Serigy, em Aracaju, no Brasil, foi nomeado em homenagem ao antigo líder indígena homônimo

Serigy foi um líder indígena brasileiro que viveu no século XVI na região do atual estado brasileiro de Sergipe. Lutou contra a colonização portuguesa da região.

## Etimologia
"Serigy" é um termo tupi que significa "água de siri", através da junção dos termos siri ("siri") e  'y  ("água").

## Biografia
Seu povo vivia entre os atuais rios Vaza-barris e Sergipe. O referido território, parte do atual estado de  Sergipe, ficou sob domínio de Serigy até a conquista portuguesa em 1590. Segundo a lenda, Serigy comandou seu povo por cerca de trinta anos, tendo, em diversas oportunidades, rechaçado tropas militares portuguesas na busca de fundar cidades e fixar caminhos seguros até a foz do Rio São Francisco. Serigy, além de guerreiro, era líder incontestável nesse espaço territorial sergipano. Mantinha relações de trocas de mercadorias com os piratas franceses, que forneciam armas de fogo a Serigy com o intuito de impedir a ocupação portuguesa da região. E foi assim que o cacique Serigy estruturou uma forte milícia indígena dentre os jovens guerreiros de sua tribo, reforçando com outros guerreiros advindos do seu irmão Siriry e Pacatuba (termo tupi que significa "ajuntamento de pacas", através dos termos paka ("paca") e tyba ("ajuntamento")), sendo este último cacique a partir do hoje Rio Japaratuba. Supostamente esta formação indígena continha uma população aproximada de cerca de 20 000 índios, tendo uma linha deles 1 800 índios mobilizados e treinados para defesa territorial contra os invasores portugueses. Havia, ainda, um segundo agrupamento de guerreiros em constante treinamento visando a substituir os mortos na linha de frente da batalha, contendo esse contingente cerca de mil índios. Esses guerreiros eram escolhidos diretamente por Serigy e por seus comandados dentre aqueles mais fortes e ágeis no manejo das fechas, zarabatanas e armas de fogo.
Para derrotar Serigy, foi necessário Portugal formar uma esquadra de guerra, comandada por Cristóvão de Barros, a mando do rei Filipe II, que à época, comandava Portugal e Espanha. As tropas portuguesas praticamente dizimaram quase toda a tribo, executando e prendendo milhares de índios, porém os custos e as baixas portuguesas foram acentuadas. Segundo a lenda, o próprio Cristóvão de Barros desejava evitar os confrontos sangrentos, negociando com Serigy a permissão dele para a fundação de uma cidade portuguesa às margens do Rio Sergipe, com a consequente colonização. Serigy teria rejeitado o acordo porque, para ele, colonização significava escravização de seu povo. Assim, em janeiro de 1590, após quase um mês de batalha desigual, porém sangrenta, cessou a existência de uma tribo que realmente soubesse se impor contra o colonizador português. 